# Joseph Palgen
Joseph Palgen, né le 8 novembre 1863 à Hollerich (Luxembourg) et mort le 4 mars 1925 dans le même lieu, est un cheminot et homme politique luxembourgeois, membre de la Ligue libérale (LL).

## Biographie
Né le 8 novembre 1863 dans l'ancienne commune de Hollerich, Joseph Palgen est le fils du sous-chef de gare Pierre Palgen (1835-1875). Il exerce la fonction de conseiller à la Cour des comptes.
D'abord conseiller communal puis échevin, quelques années plus tard, il est nommé bourgmestre de la commune d'Hollerich du 2 octobre 1917 jusqu'au 26 octobre 1917 lorsqu'il présente sa démission au grand-duc. Ses échevins sont Nicolas Machet, cultivateur et Michel Flammang, entrepreneur. Après la disparition de la commune d'Hollerich, il entre au conseil communal de la ville de Luxembourg. 
Lors des élections législatives de 1914, Joseph Palgen fait son entrée au sein de la Chambre des députés pour le canton de Luxembourg-Campagne. Il fait partie de l'Assemblée constituante de 1918 chargée de réviser la constitution au lendemain de la Première Guerre mondiale. En retrait de la vie politique depuis l'introduction du suffrage universel et du scrutin proportionnel plurinominal qui marque le début de plusieurs revers pour les libéraux, il parvient à se faire élire aux législatives de 1925 en tant que premier suppléant avec 10 228 voix sur la liste de l'Union des gauches, trois jours avant son décès d'une maladie. Il meurt à 61 ans dans sa commune natale qui ne porte déjà plus ce statut depuis son intégration à la ville de Luxembourg avec Hamm et Rollingergrund en mars 1920,.